# Rana pyrenaica
Espèce
Statut de conservation UICN

 EN B1ab(ii,iii,iv) : En danger
Rana pyrenaica, la Grenouille des Pyrénées, est une espèce d'amphibiens de la famille des Ranidae.

## Répartition

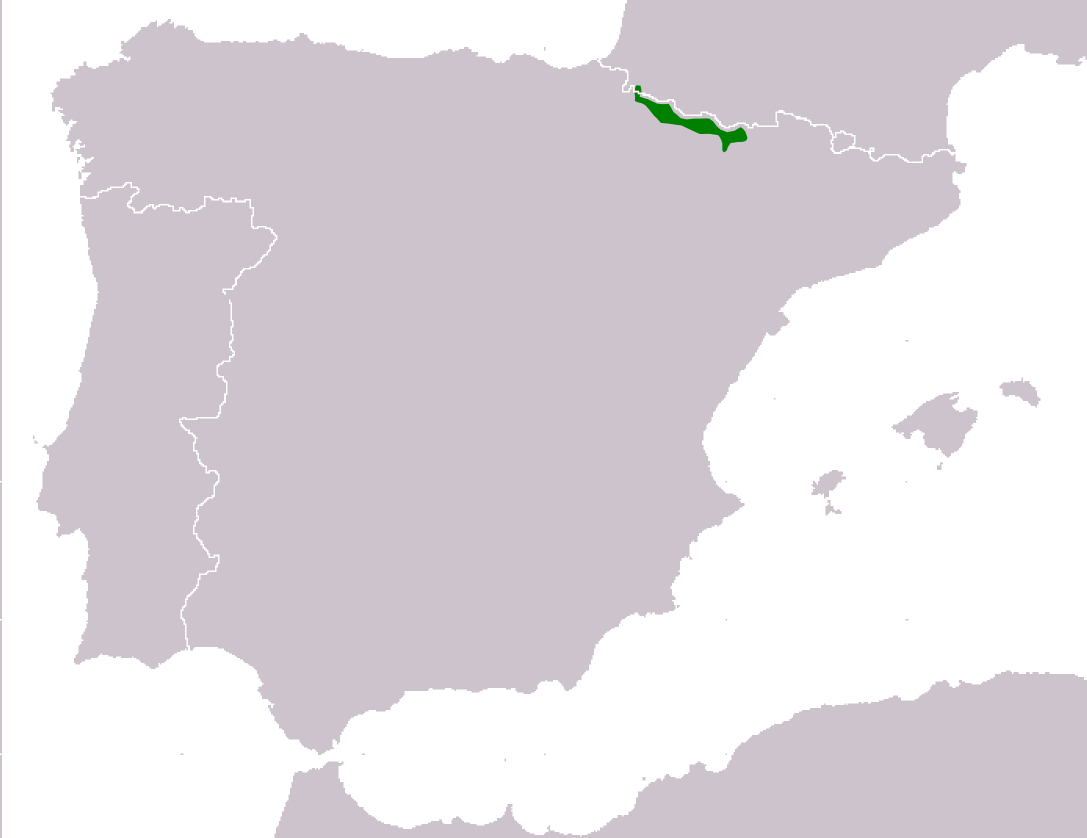
Distribution

Cette espèce est endémique de l'Ouest des Pyrénées. Elle se rencontre entre 800 et 2 100 m d'altitude dans le nord-est de la Navarre, dans le nord de la province de Huesca en Espagne et dans le sud des Pyrénées-Atlantiques en France,.

## Habitat
C'est une espèce de montagne nettement aquatique et qui affectionne les eaux vives bien oxygénées, froides et claires, au fond rocailleux et pauvre en végétation. Elle partage fréquemment les mêmes habitats qu'Euproctus asper.

## Description
Rana pyrenaica mesure jusqu'à 46 mm, pour le mâle, et jusqu'à 51 mm, pour la femelle. Elle se distingue de la Grenouille rousse par ses plis dorso-latéraux peu marqués et son tympan presque invisible.

## Reproduction
La période de reproduction commence à la fonte de neige, soit de février à avril. La femelle pond environ 150 œufs en une ou plusieurs fois. Ceux-ci mesurent environ 3,2 mm de diamètre et tombent sur le fond où ils se calent entre les graviers. Les tétards mesurent jusqu'à 10,6 mm.

## Écologie
Cette espèce est mise en danger notamment par l'introduction de poissons, la pollution et l'altération de son habitat.

## Publication originale
- Serra-Cobo, 1993 : Descripción de una nueva especie europea de rana parda (Amphibia, Anura, Ranidae). Alytes, Paris, vol. 11, p. 1-15.